# کوروش کبیر (کتاب شاندور)
کوروش کبیر (به انگلیسی: Cyrus) رمانی تاریخی از آلبرت شاندور است. 

## ترجمهٔ فارسی
این کتاب با ترجمهٔ هادی هدایتی در سال ۱۳۳۵ از سوی دانشگاه تهران منتشر و برندهٔ جایزه کتاب سال سلطنتی شد.
کتاب با ترجمهٔ محمد قاضی نیز منتشر شده‌است.